# 深見千三郎
深見 千三郎（ふかみ せんざぶろう、1923年3月31日 - 1983年2月2日）は、北海道浜頓別町出身、樺太育ちのコメディアン、舞台芸人、演出家、脚本家。本名：久保 七十二（くぼ なそじ）。
長門勇や東八郎、萩本欽一、ツービートなどの師匠であるが、テレビなどの放送番組に出演することがほぼなかったため、浅草界隈以外の地域でその存在がほとんど知られていない「幻の浅草芸人」と言われている。何度か結婚と離婚を繰り返しており、最後の妻は浅草フランス座の踊り子・紀の川麻里。最初の妻との間に、1946年に生まれた娘が一人いた。姉は浅草の人気芸者で歌手の美ち奴（みちやっこ）。

## 略歴
現在の北海道浜頓別町で、木工所を営んでいた父母の末っ子として生まれた。高等小学校を卒業後、先に上京し、浅草で売れっ子芸者になっていた姉の染子（美ち奴）を頼り上京、浅草ではタップダンスやギターなど芸事の習得に勤しんだ。一時商家に奉公に上がるが長続きせず、姉の知人だった片岡千恵蔵の紹介で京都太秦の日活撮影所に移り、本格的に芸の修行をする。その際に片岡千恵蔵の「千」の字を貰い、姉の美ち奴の「美」を貰い、芸名を深美千三郎（深見千三郎）とした。また、弟子仲間と組んでボーイズ・トリオ「チョンマゲ・ボーイズ」を結成して大阪の劇場に出ていた。
1年ほど京都で修行した後に浅草の「オペラ館」に入った。その後は順調に舞台をこなしていたが、戦時中に徴用された軍需工場で機械に左手を巻き込まれ、親指以外の指を切断する大ケガを負う。東京大空襲で両親が死亡し、深見本人は帰郷して1945年に『深見千三郎一座』を旗揚げする。座長として全国各地を回った後、1959年頃に浅草へ再進出、ストリップ劇場『浅草ロック座』に入った。その後、同じくストリップ劇場の『フランス座』（現・浅草フランス座演芸場東洋館）の経営に参画し、幕間芸人を仕切ったが、北千太（二代目・松鶴家次郎→空たかし→ビートたけし）独立前後に経営に行き詰まり『フランス座』の経営権を手放すと共に芸人も引退。引退後は東八郎の元弟子が経営する化粧品会社に入り、サラリーマン生活を過ごしていたが、最後の妻である麻里が亡くなってから、酒量が急激に増えていたとされる。
1983年2月2日早朝、自宅であるアパート「第二松倉荘」（台東区浅草・現存せず）の自室でタバコの火の不始末が原因で火災を起こし、折りしもはしご酒をして泥酔していたために逃げ遅れ焼死した。59歳没 。深見の弟子で、最後に酒を酌み交わしあったビートたけしは後年、自伝的小説『浅草キッド』の作中にて深見の最期の状況を振り返っており、それによると深見の遺体は玄関に倒れた状態で見つかり、また両手で抱きかかえられるほどの小さな体軀になっていたとのことである。
深見の死に際してマスコミは「“笑いの師匠”孤独な焼死」と大々的に報道した。このように深見の名前がメディアを通して全国的に大きく報道されたのは、深見の生涯で最初で最後であった。

## 浅草の「師匠」
深見はテレビでの活動に背を向け、最後まで浅草の舞台で芸人人生を全うした。深見の舞台は主にストリップ劇場での、いわゆる「幕間」のコントであったが、非常に面白いと評判を呼んだ。ストリップ劇場であるから客は踊り子の裸目当てに入場しており、コントになると怒号混じりの野次が飛ぶ事も多かった。深見はそんな客を「うるせえ、黙って観てろ！」と一喝して黙らせ、何事もなかったようにコントを続行し、野次を飛ばした客自身も笑わせる事もあったという。
深見は特に同じ浅草系の芸人に評価が高く、「師匠」と呼ばれていた。それは「浅草に深見以外に師匠はいない」という敬意を含んだ特別な意味だった。芸人以外の浅草の人々からも師匠と呼ばれていた。不自由な手でギターなどの楽器を操りタップダンスを踏むなど多芸多才。アドリブや時事ネタから、場所柄の下ネタまでをも盛り込むコントが持ち味。後にテレビの世界で大活躍する東八郎や萩本なども深見に世話になっていた。その他にも深見のファンを自称する者は数多い。しかし、深見が劇場の幕間コントに執着し、テレビ番組に背を向けていた事や、当時の8ミリフィルムの記録が残っているわけでもなく、家庭用ビデオデッキがほとんど普及していなかったこともあり、深見の舞台の映像記録は一部しか現存していない。このことから「幻の浅草芸人」と呼ばれている。

## 人物・エピソード
- 深見は若い頃から芸界に身を置き20歳で座長も務めるなどした経歴からか、一風変わった趣味嗜好を持っていた。しかし仕事に関しては非常に真面目で実直だったとされる。前述の通り、芸人から身を引き、東八郎の元弟子が経営する化粧品会社にて還暦手前で初めてサラリーマンとなってからも、誰よりも早く出社し誰よりも遅くまで仕事をしていた。「俺は仕事を覚えなきゃいけないから、人より多くやるのは当たり前」が口癖だったという。
- 出身は北海道だが、永年にわたって浅草で生活していたため、シャイで粋を尊ぶ江戸っ子気質を持っていた。しかし長い東京暮らしでも地震にだけは慣れることが出来ず、小さな地震に対しても怖がって這いずり回ったとのエピソードもある。
- 兼子二郎（かねこ・にろう）（松鶴家二郎→空きよし→ビートきよし）によると、昼食時に常に「馬鹿野郎！この野郎！何食うんだ！」と言ったりするなど、常に何かにつけて「馬鹿野郎」もしくは「この野郎」と言うなど口は悪いものの[注釈 3]、世話好きの人情家で独特のカリスマ性とリーダーシップがあり周囲からの人望も厚く、芸人以外の浅草の人達からも慕われていた。芸人を引退した際のパーティーには東八郎を始め、多くの芸人や浅草商店会の人々が駆けつけた。
- 深見がテレビに背を向けた理由については諸説ある。戦争中に受けた左手の負傷痕を気にしたためというものや、舞台芸人である事に誇りを持っていたからというもの、カメラ位置やスポンサーの意向など何かと制約の多いテレビ番組を嫌ったからというものなどがある。また、たけしに対して「テレビの芸は絶対にこの箱（テレビ）からはみ出せない。（テレビ番組は、）まるで芸人の棺桶だ」と言い、興味や出世欲から安易にテレビという放送分野に踏み込まないよう釘を刺したことがあり、テレビ向けに最適化を施したコントを演じ、後に人気者となるコント55号をひどく嫌っていたとも伝えられている[要出典]。
- 芸人としての生き方やファッションに独自の美意識を持っており、弟子にも厳しくそれを叩き込み、長門勇らも非常に影響を受けたと語っている。ホームグラウンドの浅草に、オシャレの見本になるような芸人がいないことを嘆いていた。以下はその一例。
  - 「芸人は良い服を着ろ。腹は減っていても見えないが、着ている服は見える。特に足元を見られるというように、靴には気を遣え。」
  - 「笑われるんじゃない笑わせろ。舞台から降りたら格好いいと言われるようにしろ。」
  - 「芸人は芸を持て。楽器でもタップダンスでも良い。ただやるだけではダメだ、舞台で客に見せられるレベルの芸を持て。」
- マシンガンのような早口でスピードとテンポがありながらも、独特の間合いのある舞台を演じた。また他の芸人がやっても全くダメで、深見でしか客に受けない出し物・ネタも多くあった。
- コントの名作を幾つも作り、現在も受け継がれている事柄もある。例えばコントに登場する映画監督と言えばハンチング帽・ニッカポッカにメガホンを持つのが定番だが、このスタイルも深見が浅草時代に作ったものである。
- 笑い以外で拍手されることを潔しとしなかった。ウエスタンスタイルを売り物にしていた内藤陳が、ガンアクションで拍手をもらうのを見て「いい気になってるんじゃねえよ。客の拍手を止めて、『よけいな所で拍手するんじゃねえ』くらい言え」と指摘した。この言葉に対して内藤は「格好いいなぁ。」と感心したという。
- 芸人としての感覚を磨くことに対しても厳しく、付き人の勇らにも容赦なかった。楽屋で芸人と談笑している時や、外を歩いている時など日常生活の中でも急にネタを振ったり、ボケを要求したりするため一切気が抜けなかったという。
- 前述のような厳しい指導の一方で、弟子の暮らしぶりには人一倍気を遣い、たけしにも住まいをはじめ全て面倒を見た。弟子と一緒に食事する時も自分から酌をしたり、「あれ飲め、これ食え」と自分のことはそっちのけで世話を焼いた。過度に封建的な師弟関係には批判的で、自分の食事中に弟子に給仕をさせたり外で立たせたりする他の師匠格の芸人に関して「あんなのは田舎者のやること、楽しむ時は一緒に楽しめばいいんだ。」と語っていた。

## 深見の「最後の弟子」ビートたけし
「お笑いBIG3」の一人である、ビートたけしの師匠としても知られる。
- 「北は長いからタケだ」と言ってたけしを息子のように非常に可愛がった。
- 明治大学を中退後、フランス座のエレベーターボーイをしていた青年の北野武はエレベーター内で深見に弟子入りを直訴、「お前何か芸が出来るのか?」と問う深見に返事できないでいると、深見はその場で軽快なタップを踏み始め、「こういうのでも練習するんだな」と弟子入りを許した。その余りの格好良さに、たけしは感動したという。たけしはその後、フランス座の屋根裏部屋で住みながら芸人修行を始めた。
- たけしは深見からの薫陶と影響を深く受けた。たけしの芸風である毒舌・早口・アドリブなどは全て深見譲りであり、タップダンスも得意としていたことから、周囲から「まるで生き写し」と言われた事もあったという。その一例として、放送番組で、たけしの弟子の集団であるたけし軍団に絡む際、深見譲りの毒舌と、鋭いツッコミを入れるなどしている[注釈 4]。後にたけし自身も「芸人としての心意気・感覚すべてピッタリだった。自分はその心意気を継いでいる。」と語っており、別番組のインタビューでは「芸人としての生きざまは師匠の深見千三郎から教えられた。深見から言われた「笑われるのではなく笑わせろ」という言葉は未だに忘れられない。」と語っている。たけし軍団の一員にも、これらを叩きこんでいる。
- 深見は漫才を軽演劇より一段下に見ていたようで[注釈 5]、たけしが「漫才で勝負したい」と申し出た時も激怒し、破門を言い渡している[注釈 6]。だが、深見からしてみれば、自分が気にかけた弟子が去っていく事の寂しさの方が大きかったと言われている。その後、ツービートが漫才でメキメキ頭角を現していく姿を喜び、ツービートの出演するテレビ番組に見入っていたという。
- たけしが久しぶりにフランス座を訪れた時、深見は「何しに来やがった馬鹿野郎この野郎、元気か？」「来るなって言ったろう馬鹿野郎、腹減ってないか？ラーメンでも食うか？」と照れと嬉しさが入り交じった態度で迎えた。破門を解かれたたけしも忙しい合間に深見をたびたび訪問するようになる。その様子を「まるで実の親子のようだ」と評する者もいた。
- たけしが1982年度の日本放送演芸大賞を受賞した際、「小遣いだ」と言って賞金を全て深見に渡した。深見は馴染みの飲み屋で「タケの野郎がよ、生意気によ、小遣いだなんて言ってよ」と何度も嬉しそうに語っていたという。失火で死去する1か月前の事であった。
- たけしはフジテレビの『オレたちひょうきん族』収録中、楽屋で深見の訃報を聞いた。しばし絶句した後たけしは、壁に向かい俯きながら無言でタップを踏み始めた。
- 深見の葬儀の後、たけしは札幌での仕事のため羽田空港へ向かった。待ち合わせていた高田文夫に「深見のおとっつぁんもバカだよな。死んだら人が焼いてくれるのに、自分で焼いちめえやんの」と師匠譲りの毒交じりの一言を口にしたという。
- 生前、深見はたけしに「俺にはお前にも教えていないとっておきの芸がある」と語っていたという。たけしはその芸がどのようなものであるのか幾度となく尋ねたが、深見は頑として答えなかった。「この芸を見たら、どいつもこいつも驚いてひっくり返る」とまで豪語していたその芸は、深見の死によって永久に謎のままとなった。
- たけしは後に「自分は有名になる事では師匠を超えられたが、芸人としては最後まで超えられなかった」と、深見の偉大さを語っている。

## 深見に師事・影響を受けたとされる人物
- ツービート（ビートたけし、ビートきよし）
- コント55号（萩本欽一、坂上二郎）
- トリオ・スカイライン（東八郎、原田健二、青空球児、後に小島三児）
- てんぷくトリオ（三波伸介、戸塚睦夫、伊東四朗）
- ラッキー7（ポール牧、関武志）
- スリー・ポケッツ（関敬六、渥美清、谷幹一、後に海野かつを）
- トリオ・ザ・パンチ（内藤陳、鳴美信、井波健他多数）
- 阿佐田哲也（色川武大）
- 長門勇
- 井上雅義
- 南出昭夫（城東健。上述の化粧品会社社長。）
- ナンセンストリオ（江口明、岸野猛、青空球児、のちに前田麟）
- 他多数

## 関連書籍
- ビートたけし：『浅草キッド』（太田出版・1988年）
- 伊藤精介：『浅草最終出口 ―浅草芸人・深見千三郎伝』（晶文社・1992年）
- 井上 雅義：『幸せだったかな ビートたけし伝 』（白夜書房・2007年）
- ビートきよし：『もうひとつの浅草キッド』（双葉社・2016年）
- ビートたけし：『フランス座』（文藝春秋・2018年）

## 深見を取り扱った放送番組・映画・舞台
- 驚きももの木20世紀（ABC） - 深見と最後の弟子であるビートたけしとの師弟愛のドキュメントが紹介され、その際、深見が出演した数少ないテレビ番組である、『デン助劇場』での出演シーンが放送されている。
- ビートたけしの浅草キッド・青春奮闘編（テレビ朝日） - 中条静夫が深見を演じる。
- 菊次郎とさき（テレビ朝日） - ガダルカナル・タカが深見を演じる。
- 浅草キッドの「浅草キッド」（パーフェクト・チョイス）ペイ・パー・ビュー方式で放送されたテレビドラマ。石倉三郎が深見を演じる。
- たけしのニッポンのミカタ!(テレビ東京） - 「たけしが唯一の師と仰ぐ人物で、テレビ出演を拒否し、最後まで浅草の舞台で芸人人生を全うした」と紹介を行った。
- ビートたけしのオールナイトニッポン（ニッポン放送） - 深見の弟子であるビートたけしがたびたび深見の話題を取り上げている。
- 日曜ゴールデンで何やってんだテレビ(TBSテレビ） - 番組で深見を特集した際、深見の死去を報じる実際のニュース映像を放送した。
- たけし誕生～オイラの師匠と浅草～(NHK BSプレミアム）
- 浅草キッド（Netflix） - 大泉洋が深見を演じる。
- 音楽劇 浅草キッド（関西テレビ制作の舞台） - 山本耕史が深見を演じる。